# Swiss Basketball League 2020-2021
La Swiss Basketball League 2020-2021 è stata la 90ª edizione del massimo campionato svizzero di pallacanestro maschile.

## Squadre partecipanti
| Squadra          | Città     | Palazzetto                     | Capacità |
| ---------------- | --------- | ------------------------------ | -------- |
| Boncourt         | Boncourt  | Le Chaudron                    | 1 500    |
| Fribourg Olympic | Friborgo  | Site Sportif Saint-Léonard     | 3 000    |
| Lions de Genève  | Ginevra   | Salle polyvalente Pommier      | 2 000    |
| Lugano Tigers    | Lugano    | Istituto Elvetico              | 1 000    |
| BBC Monthey      | Monthey   | Reposieux                      | 800      |
| SAM Massagno     | Massagno  | Scuole Elementari Nosedo       | 800      |
| Starwings        | Basilea   | Sporthalle Birsfelden          | 2 000    |
| Neuchâtel        | Neuchâtel | Halle de sport de La Riveraine | 2 500    |
| BBC Nyon         | Nyon      | Centre sportif du Rocher       | 1 500    |

### Allenatori e primatisti
| Squadra         | Allenatore                                                                         | Capitano           | Top scorer "La Mobilière" |
| --------------- | ---------------------------------------------------------------------------------- | ------------------ | ------------------------- |
| Monthey         | Patrick Pembele                                                                    | Chad Timberlake    | Jonathan Galloway (315)   |
| Nyon            | Alain Attalah                                                                      | William Van Rooij  | Maleye N'Doye (489)       |
| Boncourt        | Vladimir Ružičić                                                                   | Nemanja Ćalasan    | Devin Cooper (465)        |
| Fribourg        | Petar Aleksić                                                                      | Boris Mbala        | Arnaud Cotture (276)      |
| Lions de Genève | Andrej Štimac                                                                      | Donatas Sabeckis   | Tim Derksen (399)         |
| Lugano          | Salvatore Cabibbo                                                                  | Florian Steinmann  | Uroš Nikolić (450)        |
| Massagno        | Robbi Gubitosa                                                                     | Daniel Andjelkovic | Dušan Mlađan (473)        |
| Starwings       | Dragan Andrejević                                                                  | Cheikh Sane        | Deondre Burns (468)       |
| Neuchâtel       | Daniel Goethals (fino al 23 febbraio 2021) Mitar Trivunović (dal 23 febbraio 2021) | Bryan Colón        | Vernon Taylor (320)       |

## Regular season

### Classifica
| Pos | Squadra           | G  | V  | P  | PF   | PS   | DP   | Pt | Qualificazione            |
| --- | ----------------- | -- | -- | -- | ---- | ---- | ---- | -- | ------------------------- |
| 1   | Lions de Genève   | 24 | 21 | 3  | 2045 | 1649 | +396 | 42 | Qualificate per i playoff |
| 2   | Fribourg Olympic  | 24 | 19 | 5  | 2135 | 1694 | +441 | 38 | Qualificate per i playoff |
| 3   | Spinelli Massagno | 24 | 18 | 6  | 2052 | 1838 | +214 | 36 | Qualificate per i playoff |
| 4   | Union Neuchâtel   | 24 | 14 | 10 | 1829 | 1851 | −22  | 28 | Qualificate per i playoff |
| 5   | Monthey-Chablais  | 24 | 10 | 14 | 1784 | 1908 | −124 | 20 | Qualificate per i playoff |
| 6   | Lugano Tigers     | 24 | 9  | 15 | 1941 | 2069 | −128 | 18 | Qualificate per i playoff |
| 7   | Boncourt          | 24 | 8  | 16 | 1947 | 2065 | −118 | 16 | Qualificate per i playoff |
| 8   | Starwings Basket  | 24 | 7  | 17 | 1733 | 1917 | −184 | 14 | Qualificate per i playoff |
| 9   | Nyon              | 24 | 2  | 22 | 1658 | 2133 | −475 | 4  |                           |

### Risultati
|                   | BON    | FRI   | GEN   | LUG    | MON    | NYO    | MAS   | BAS   | NEU   |
| ----------------- | ------ | ----- | ----- | ------ | ------ | ------ | ----- | ----- | ----- |
| Boncourt          | —      | 81–88 |       | 77–110 |        | 97–77  | 73–90 | 87–69 | 78–80 |
| Fribourg Olympic  | 104–78 | —     |       |        | 100–69 |        | 90–92 | 91–56 |       |
| Lions de Genève   | 96–87  | 70–63 | —     | 96–59  |        |        |       | 73–57 |       |
| Lugano Tigers     |        | 65–74 | 73–88 | —      | 66–48  |        |       | 76–69 | 71–83 |
| Monthey-Chablais  | 85–81  |       | 48–89 |        | —      | 106–81 | 75–87 |       |       |
| Nyon              | 75–94  | 55–82 | 44–91 | 77–95  | 75–94  | —      |       |       |       |
| Spinelli Massagno |        | 87–86 | 95–84 | 92–67  |        |        | —     |       | 80–69 |
| Starwings Basket  |        |       | 78–86 | 90–73  | 60–76  | 76–48  | 73–91 | —     |       |
| Union Neuchâtel   |        | 59–68 |       |        | 73–54  | 76–69  |       | 78–71 | —     |

### Statistiche individuali Regular Season
Aggiornato al 25 aprile 2021.

#### Punti a partita
| Rank | Giocatore     | Squadra       | PPG  |
| ---- | ------------- | ------------- | ---- |
| 1.   | Deondre Burns | Starwings     | 21.3 |
| 2.   | Uroš Nikolić  | Lugano Tigers | 20.5 |
| 3.   | Maleye N'Doye | BBC Nyon      | 20.4 |
| 2.   | Dušan Mlađan  | SAM Massagno  | 19.7 |
| 5.   | Devin Cooper  | Boncourt      | 19.4 |

#### Assist
| Rank | Giocatore        | Squadra          | APG |
| ---- | ---------------- | ---------------- | --- |
| 1.   | Derek Jackson    | Lugano Tigers    | 8.6 |
| 2.   | Eric Nottage     | SAM Massagno     | 7.0 |
| 3.   | Donatas Sabeckis | Lions de Genève  | 5.1 |
| 4.   | Devin Cooper     | Boncourt         | 4.7 |
| 5.   | Marquis Jackson  | Fribourg Olympic | 4.4 |

#### Rimbalzi
| Rank | Giocatore         | Squadra       | RPG  |
| ---- | ----------------- | ------------- | ---- |
| 1.   | Miloš Janković    | Boncourt      | 11.2 |
| 2.   | Cheikh Sane       | Starwings     | 10.8 |
| 3.   | Uroš Nikolić      | Lugano Tigers | 10.4 |
| 4.   | Jonathan Galloway | BBC Monthey   | 9.6  |
| 5.   | Paschal Chukwu    | SAM Massagno  | 9.2  |

#### Valutazione
| Rank | Giocatore      | Squadra         | VPG  |
| ---- | -------------- | --------------- | ---- |
| 1.   | Uroš Nikolić   | Lugano Tigers   | 29.2 |
| 2.   | Tim Derksen    | Lions de Genève | 22.2 |
| 3.   | Deondre Burns  | Starwings       | 21.7 |
| 4.   | Miloš Janković | Boncourt        | 21.3 |
| 5.   | Eric Nottage   | SAM Massagno    | 21.2 |

#### Altre statistiche
| Categoria   | Giocatore       | Squadra          | Statistica |
| ----------- | --------------- | ---------------- | ---------- |
| Rubate      | Derek Jackson   | Lugano Tigers    | 2.5        |
| Stoppate    | Paschal Chukwu  | SAM Massagno     | 1.9        |
| Palle perse | Devin Cooper    | Boncourt         | 4.4        |
| 2P%         | Arnaud Cotture  | Fribourg Olympic | 68.9%      |
| 3P%         | Tim Derksen     | Lions de Genève  | 54.7%      |
| FT%         | Marquis Jackson | Fribourg Olympic | 91.9%      |

#### Statistiche giocatori formati in Svizzera
| Categoria   | Giocatore        | Squadra          | Statistica |
| ----------- | ---------------- | ---------------- | ---------- |
| Punti       | Dušan Mlađan     | SAM Massagno     | 19.7       |
| Rimbazi     | Jules Aw         | Lugano Tigers    | 8.2        |
| Assist      | Branislav Kostić | Starwings        | 4.3        |
| Valutazione | Dušan Mlađan     | SAM Massagno     | 17.7       |
| Recuperi    | Selim Fofana     | Neuchâtel        | 1.3        |
| Stoppate    | Arnaud Cotture   | Fribourg Olympic | 1.0        |
| Palle perse | Jeff Dufour      | BBC Nyon         | 3.3        |
| 2P%         | Arnaud Cotture   | Fribourg Olympic | 68.9%      |
| 3P%         | Marko Mlađan     | SAM Massagno     | 45.6%      |
| FT%         | Dušan Mlađan     | SAM Massagno     | 91.8%      |

## Playoff

### Tabellone
|  | Quarti di finale | Quarti di finale | Quarti di finale | Quarti di finale | Quarti di finale |  |  | Semifinali | Semifinali       | Semifinali       | Semifinali       | Semifinali       |                  |    | Finale | Finale    | Finale    | Finale    | Finale | Finale | Finale |  |
|  |                  |                  |                  |                  |                  |  |  |            |                  |                  |                  |                  |                  |    |        |           |           |           |        |        |        |  |
|  | Lions de Genève  | Lions de Genève  | 85               | 75               | 70               |  |  |            |                  |                  |                  |                  |                  |    |        |           |           |           |        |        |        |  |
|  | Starwings        | Starwings        | 66               | 77               | 73               |  |  | 8          | Starwings        | Starwings        | 91               | 89               |                  |    |        |           |           |           |        |        |        |  |
|  | Neuchâtel        | Neuchâtel        | Neuchâtel        | 106              | 88               |  |  | 4          | Neuchâtel        | Neuchâtel        | 88               | 75               |                  |    |        |           |           |           |        |        |        |  |
|  | BBC Monthey      | BBC Monthey      | BBC Monthey      | 69               | 74               |  |  |            |                  |                  |                  |                  |                  |    | 8      | Starwings | Starwings | Starwings | 68     | 66     | 76     |  |
|  | SAM Massagno     | SAM Massagno     | SAM Massagno     | 107              | 93               |  |  |            |                  | 2                | Fribourg Olympic | Fribourg Olympic | Fribourg Olympic | 87 | 82     | 85        |           |           |        |        |        |  |
|  | Lugano Tigers    | Lugano Tigers    | Lugano Tigers    | 68               | 89               |  |  | 3          | SAM Massagno     | SAM Massagno     | 57               | 93               |                  |    |        |           |           |           |        |        |        |  |
|  | Fribourg Olympic | Fribourg Olympic | Fribourg Olympic | 105              | 88               |  |  | 2          | Fribourg Olympic | Fribourg Olympic | 67               | 94               |                  |    |        |           |           |           |        |        |        |  |
|  | Boncourt         | Boncourt         | Boncourt         | 53               | 65               |  |  |            |                  |                  |                  |                  |                  |    |        |           |           |           |        |        |        |  |

### Quarti di finale

#### Lions de Genève - Starwings
| Arbitri: | Jean-Philippe Herbert Kenny Jeanmonod Christophe Curty |

|                               |            |                                 |
| Kovac 20 Derksen 14 Ivanov 14 | Punti      | 19 Milon 15 Burns 11 Milenkovic |
| Sabeckis 5                    | Assist     | 7 Burns                         |
| Ivanov 7                      | Rimbalzi   | 16 Sane                         |
| Andrej Štimac                 | Allenatori | Dragan Andrejević               |

| Arbitri: | Grégoire Pillet Slobodan Novaković José Goncalves |

|                            |            |                                            |
| Burns 21 Davet 18 Krill 13 | Punti      | 19 Derksen 17 Ivanov 9 Nzege, N. Jurkovitz |
| Burns 5                    | Assist     | 5 Sabeckis                                 |
| Burns 11                   | Rimbalzi   | 9 Williamson                               |
| Dragan Andrejević          | Allenatori | Andrej Štimac                              |

| Arbitri: | Sébastien Clivaz Antoine Marmy Massimo Tagliabue |

|                                      |            |                           |
| Derksen 13 Ivanov 10 N. Jurkovitz 10 | Punti      | 17 Sane 16 Milon 15 Burns |
| Sabeckis 5                           | Assist     | 7 Davet                   |
| N. Jurkovitz 11                      | Rimbalzi   | 15 Sane                   |
| Andrej Štimac                        | Allenatori | Dragan Andrejević         |

#### Neuchâtel - Monthey-Chablais
| Arbitri: | Sébastien Clivaz Grégoire Pillet Martin Demierre |

|                             |            |                                      |
| Ford 21 Taylor 20 Fofana 19 | Punti      | 15 Galloway 13 Kessler 11 Timberlake |
| Taylor 6                    | Assist     | 4 Timberlake                         |
| Martin 8                    | Rimbalzi   | 8 Galloway                           |
| Mitar Trivunović            | Allenatori | Patrick Pembele                      |

| Arbitri: | Markos Michaelides Fabiano Vitalini Kenny Jeanmonod |

|                                    |            |                            |
| Galloway 25 Timberlake 20 Bailey 9 | Punti      | 27 Ford 15 Colón 14 Carter |
| Timberlake 4                       | Assist     | 4 Taylor                   |
| Galloway 15                        | Rimbalzi   | 9 Carter                   |
| Patrick Pembele                    | Allenatori | Mitar Trivunović           |

#### Massagno - Lugano
| Arbitri: | Markos Michaelides Massimo Tagliabue Fabiano Vitalini |

|                                 |            |                               |
| Padgett 20 Chukwu 19 Molteni 13 | Punti      | 20 Aw 12 Steinmann 10 Nikolić |
| Nottage 10                      | Assist     | 4 Stevanović                  |
| Andjelkovic 7                   | Rimbalzi   | 7 Aw                          |
| Robbi Gubitosa                  | Allenatori | Salvatore Cabibbo             |

| Arbitri: | Sébastien Clivaz Davide Balletta Martin Demierre |

|                             |            |                                   |
| Nikolić 21 Jackson 21 19 Aw | Punti      | 24 D. Mlađan 19 Molteni 15 Chukwu |
| Jackson 7                   | Assist     | 4 Andjelkovic, Williams           |
| Nikolić 15                  | Rimbalzi   | 13 Chukwu                         |
| Salvatore Cabibbo           | Allenatori | Robbi Gubitosa                    |

#### Fribourg - Boncourt
| Arbitri: | Antoine Marmy Davide Balletta José Goncalves |

|                            |            |                               |
| Mbala 24 Hart 18 Gravet 16 | Punti      | 17 Kozić 7 Ćalasan 6 Janković |
| Jackson 11                 | Assist     | 3 Kozić                       |
| Hart 11                    | Rimbalzi   | 16 Janković                   |
| Petar Aleksić              | Allenatori | Vladimir Ružičić              |

| Arbitri: | Jean-Philippe Herbert Massimo Tagliabue Christophe Curty |

|                                |            |                              |
| Cooper 16 Kozić 13 Janković 13 | Punti      | 15 Gravet 11 Mbala 11 Morris |
| Kozić 3                        | Assist     | 7 Jackson                    |
| Janković 11                    | Rimbalzi   | 8 Cotture                    |
| Vladimir Ružičić               | Allenatori | Petar Aleksić                |

### Semifinali

#### Neuchâtel - Starwings
| Arbitri: | Markos Michaelides Jean-Philippe Herbert Davide Balletta |

|                             |            |                            |
| Ford 23 Taylor 21 Carter 16 | Punti      | 29 Burns 27 Milon 13 Davet |
| Colón 7                     | Assist     | 9 Burns                    |
| Ford, Giddens 7             | Rimbalzi   | 7 Sane                     |
| Mitar Trivunović            | Allenatori | Dragan Andrejević          |

| Arbitri: | Sébastien Clivaz Grégoire Pillet Massimo Tagliabue |

|                                 |            |                              |
| Milenkovic 26 Burns 16 Milon 15 | Punti      | 17 Carter 14 Colón 12 Fofana |
| Milenkovic 7                    | Assist     | 6 Taylor                     |
| Sane 15                         | Rimbalzi   | 7 Carter                     |
| Dragan Andrejević               | Allenatori | Mitar Trivunović             |

#### Fribourg - Massagno
| Arbitri: | Sébastien Clivaz Antoine Marmy Grégoire Pillet |

|                                  |            |                                      |
| Gravet 17 Barnette 11 Jackson 11 | Punti      | 21 D. Mlađan 12 Padgett 11 M. Mlađan |
| Barnette 8                       | Assist     | 4 Nottage                            |
| Morris 9                         | Rimbalzi   | 10 Padgett                           |
| Petar Aleksić                    | Allenatori | Robbi Gubitosa                       |

| Arbitri: | Markos Michaelides Jean-Philippe Herbert Slobodan Novaković |

|                                   |            |                                   |
| Nottage 25 Padgett 19 Williams 18 | Punti      | 21 Krajina 20 Barnette 14 Jackson |
| Nottage 3                         | Assist     | 6 Jackson                         |
| Padgett, Williams 7               | Rimbalzi   | 7 Cotture                         |
| Robbi Gubitosa                    | Allenatori | Petar Aleksić                     |

### Finale

#### Fribourg - Starwings
| Arbitri: | Sébastien Clivaz Jean-Philippe Herbert Massimo Tagliabue |

|                              |            |                                 |
| Jackson 15 Zinn 14 Morris 14 | Punti      | 17 Milon 17 Milenkovic 13 Burns |
| Barnette 7                   | Assist     | 4 Burns, Milenkovic             |
| Krajina 7                    | Rimbalzi   | 7 Sane                          |
| Petar Aleksić                | Allenatori | Dragan Andrejević               |

| Arbitri: | Grégoire Pillet Antoine Marmy Davide Balletta |

|                                 |            |                                |
| Burns 17 Milon 13 Milenkovic 13 | Punti      | 18 Barnette 15 Jackson 11 Zinn |
| Krill 4                         | Assist     | 7 Jackson                      |
| Krill 10                        | Rimbalzi   | 5 Cotture                      |
| Dragan Andrejević               | Allenatori | Petar Aleksić                  |

| Arbitri: | Sébastien Clivaz Grégoire Pillet Jean-Philippe Herbert |

|                                  |            |                           |
| Barnette 16 Jackson 15 Morris 13 | Punti      | 18 Davet 17 Sane 17 Krill |
| Barnette 6                       | Assist     | 7 Milenkovic              |
| Cotture 7                        | Rimbalzi   | 9 Krill                   |
| Petar Aleksić                    | Allenatori | Dragan Andrejević         |

| Swiss Basketball League 2020-2021 |
| --------------------------------- |
| Fribourg Olympic 19º titolo       |

## Roster campione
| Fribourg Olympic Basket Club 2020-21 | Fribourg Olympic Basket Club 2020-21 |
| Giocatori                            | Staff tecnico                        |
| ------------------------------------ | ------------------------------------ |

| N. | Naz.                                     | Ruolo | Nome              | Anno | Alt.   | Peso |  |
| -- | ---------------------------------------- | ----- | ----------------- | ---- | ------ | ---- |  |
| 1  | Svizzera (bandiera)                      | G     | Boris Mbala       | 1996 | 190 cm |      |  |
| 2  | Svizzera (bandiera) · Francia (bandiera) | A     | Robin Leyrolles   | 2001 | 195 cm |      |  |
| 3  | Stati Uniti (bandiera)                   | GA    | Sean Barnette     | 1986 | 195 cm |      |  |
| 4  | Francia (bandiera)                       | PG    | Joanis Maquiesse  | 2003 | 194 cm |      |  |
| 5  | Stati Uniti (bandiera)                   | PG    | Marquis Jackson   | 1994 | 183 cm |      |  |
| 6  | Svizzera (bandiera)                      | A     | Paul Gravet       | 1995 | 204 cm |      |  |
| 7  | Stati Uniti (bandiera)                   | A     | Dom Morris        | 1990 | 202 cm |      |  |
| 8  | Svizzera (bandiera) · Italia (bandiera)  | A     | Stefano Mobilia   | 2000 | 195 cm |      |  |
| 12 | Svizzera (bandiera)                      | C     | Alexander Hart    | 1995 | 210 cm |      |  |
| 13 | Svizzera (bandiera)                      | P     | Robert Zinn       | 1995 | 196 cm |      |  |
| 14 | Croazia (bandiera)                       | C     | Kristijan Krajina | 1990 | 212 cm |      |  |
| 17 | Svizzera (bandiera) · Ruanda (bandiera)  | AG    | Dylan Schommer    | 1997 | 203 cm |      |  |
| 19 | Svizzera (bandiera)                      | C     | Vigdon Memishi    | 1999 | 213 cm |      |  |
| 20 | Svizzera (bandiera)                      | AC    | Arnaud Cotture    | 1995 | 203 cm |      |  |
| 21 | Svizzera (bandiera)                      | P     | Yuri Solcà        | 2000 | 189 cm |      |  |
| 22 | Svizzera (bandiera) · Serbia (bandiera)  | G     | Luka Langura      | 2001 | 188 cm |      |  |
| 25 | Svizzera (bandiera)                      | AG    | Kevin Martina     | 2001 | 203 cm |      |  |

| Allenatore                                                                        |
| - Petar Aleksić                                                                   |
| Assistente/i                                                                      |
| - Ivica Radosavljević Legenda - (C) Capitano - (IN) Inattivo - Infortunato Roster |